# Palais Gustav Horn
Le palais Gustav Horn (en suédois : Gustav Horns palats) ou maison Liewen (en suédois : Liewenska huset, maison Palin (en suédois : Palinska huset), ou banque Inteckning (en suédois : Inteckningsbanken) est un édifice situé dans le quartier de Norrmalm à Stockholm en Suède,.

## Présentation
Le palais est situé dans l'ilôt Johannes större à l'adresse Fredsgatan 2. 
La propriété est labellisée bleue par le Musée municipal de Stockholm, ce qui constitue la protection la plus forte et signifie « que le bâtiment est considéré comme ayant des valeurs culturelles et historiques exceptionnellement élevées ».
L'édifice a été construit entre 1642 et 1648 pour le maréchal Gustaf Horn, mais il a brûlé à la fin du XIXème siècle. 
À l'époque où il abritait le siège de la Banque hypothécaire (sv), le bâtiment a été agrandi pour inclure Fredsgatan et Jacobsgatan. 
L'extérieur actuel date des années 1930 et le bâtiment abrite aujourd'hui le Musée méditerranéen (sv) et une partie des bureaux du gouvernement. 
Le bâtiment est un monument national classé Byggnadsminne depuis 1993.

## Le palais Gustav Horn
Le palais de trois étages a été construit pour le maréchal Gustaf Horn en 1642-1648.
À cette époque, la zone autour de Malmtorget, nommée aujourd'hui Gustav Adolfs torg, venait d'être définie dans le plan d'urbanisme par l'ingénieur municipal Anders Torstensson. 
Selon une décision du Conseil d'État de 1634, les maisons en bois avaient été démolies pour être remplacées par des maisons en pierre. 
S'installer à Norrmalm devint une sorte de mode dans les années 1640 et 1650, et plusieurs palais nobles furent construits autour de la place.
Le terrain voisin de Fredsgatan a été construit à la même époque par le comptable du château Johan Eriksson, et en face, le maréchal Lennart Torstenson a construit son Palais Torstenson.
Le palais Horn avait des pignons à volutes couverts de flèches et un toit en cuivre. 
Les ailes au nord étaient à l'origine à deux étages et avaient un toit plat selon un dessin du Suecia antiqua et hodierna, mais ont été construites sur un seul étage dans la seconde moitié du XVIIème siècle.
Du palais Horn du XVIIème siècle, seuls les murs jusqu'au troisième étage avec des chaînes d'angle sculptées subsistent aujourd'hui

## Cour d'appel de Svea
Après l'incendie du palais Tre Kronor en 1697, la cour d'appel de Svea se retrouve sans abri. 
En 1730, elle emménage dans la maison,  qui s'appelait alors Maison Liewenska. 
Elle y restèra jusqu'en 1756, date à laquelle elle déménagèrent au palais Wrangel.

## La maison Palin
En 1814, le palais fut acheté par N.G. Palin. C'est pourquoi on l'appelle parfois la « Maison Palin ».
Parmi les locataires se trouvaient Carl et Fredrika Limnell. Des photos de l'intérieur de l'appartement et des anecdotes sur les personnes qui y vivaient peuvent être trouvées dans le livre de Lotten Dahlberg sur Fredrika Limnell et donnent une bonne idée de ce à quoi pouvait ressembler une maison culturelle bien située dans le Stockholm des années 1870. 
Tard dans la soirée du 11 novembre 1873, un incendie se déclare dans la maison, faisant plusieurs morts. La ville a réalisé que cela aurait pu être évité grâce à une protection incendie rapide et efficace. L'incendie a ainsi conduit à l'accélération des travaux en cours sur la transformation des services d'incendie et à la formation du service d'incendie de Stockholm avec la réglementation sur les incendies de 1875.

## Le Musée méditerranéen et les bureaux gouvernementaux
L'État avait acquis le bâtiment en 1967 et depuis 1982, le Musée méditerranéen (sv) y est installé. Le bâtiment a également été rénové en 1996-1997 pour accueillir des bureaux du gouvernement.
Le bâtiment est un monument national depuis 1995 et est géré par l'Administration des biens immobiliers de l'État suédois.

## Galerie

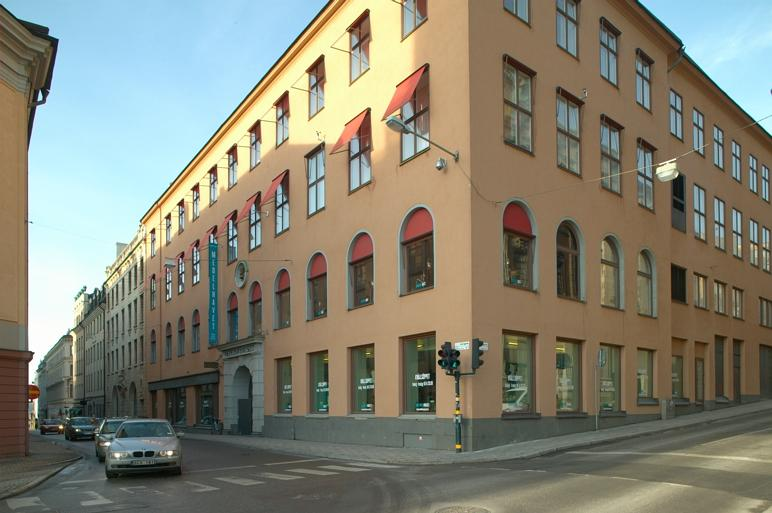
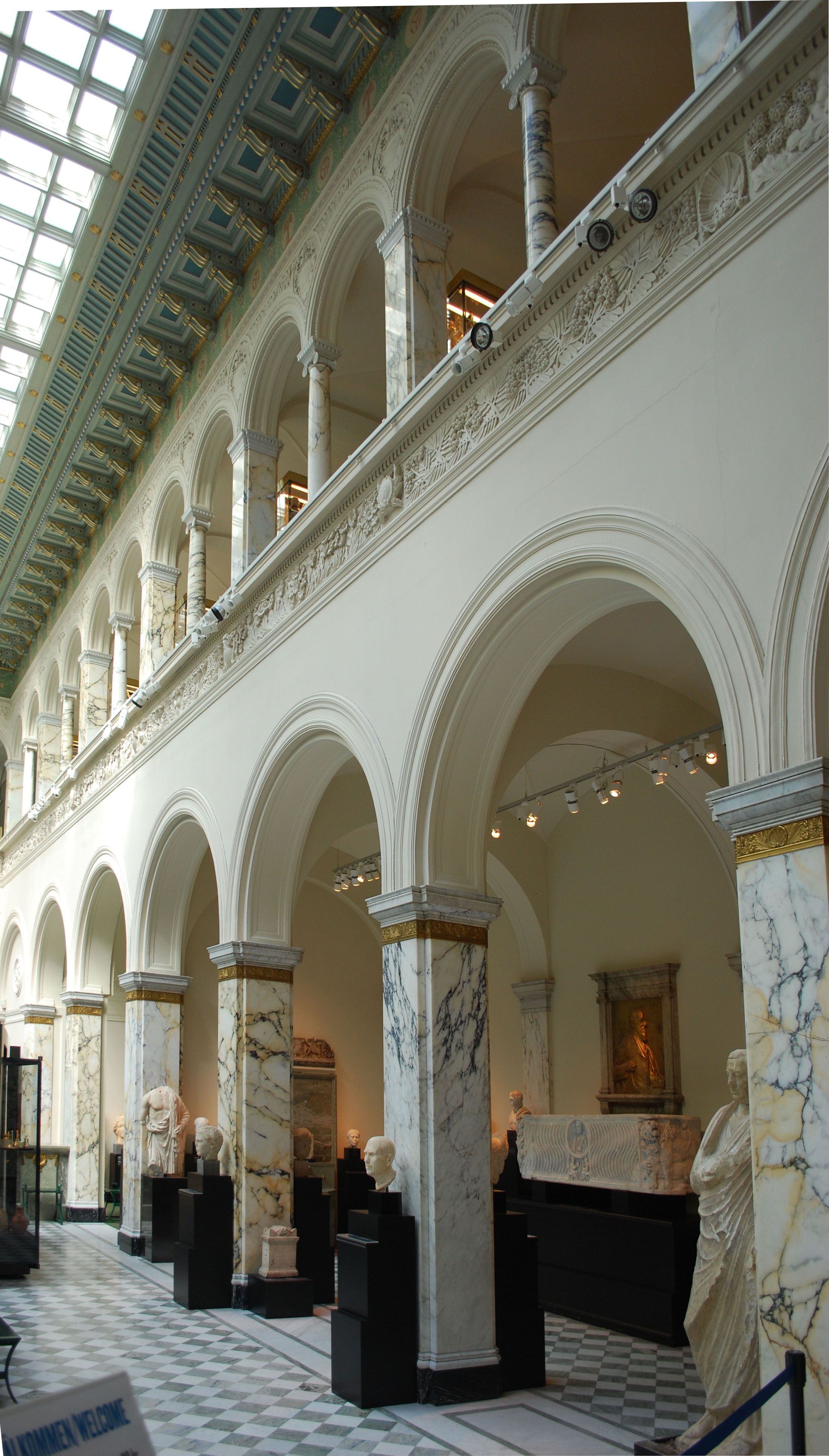
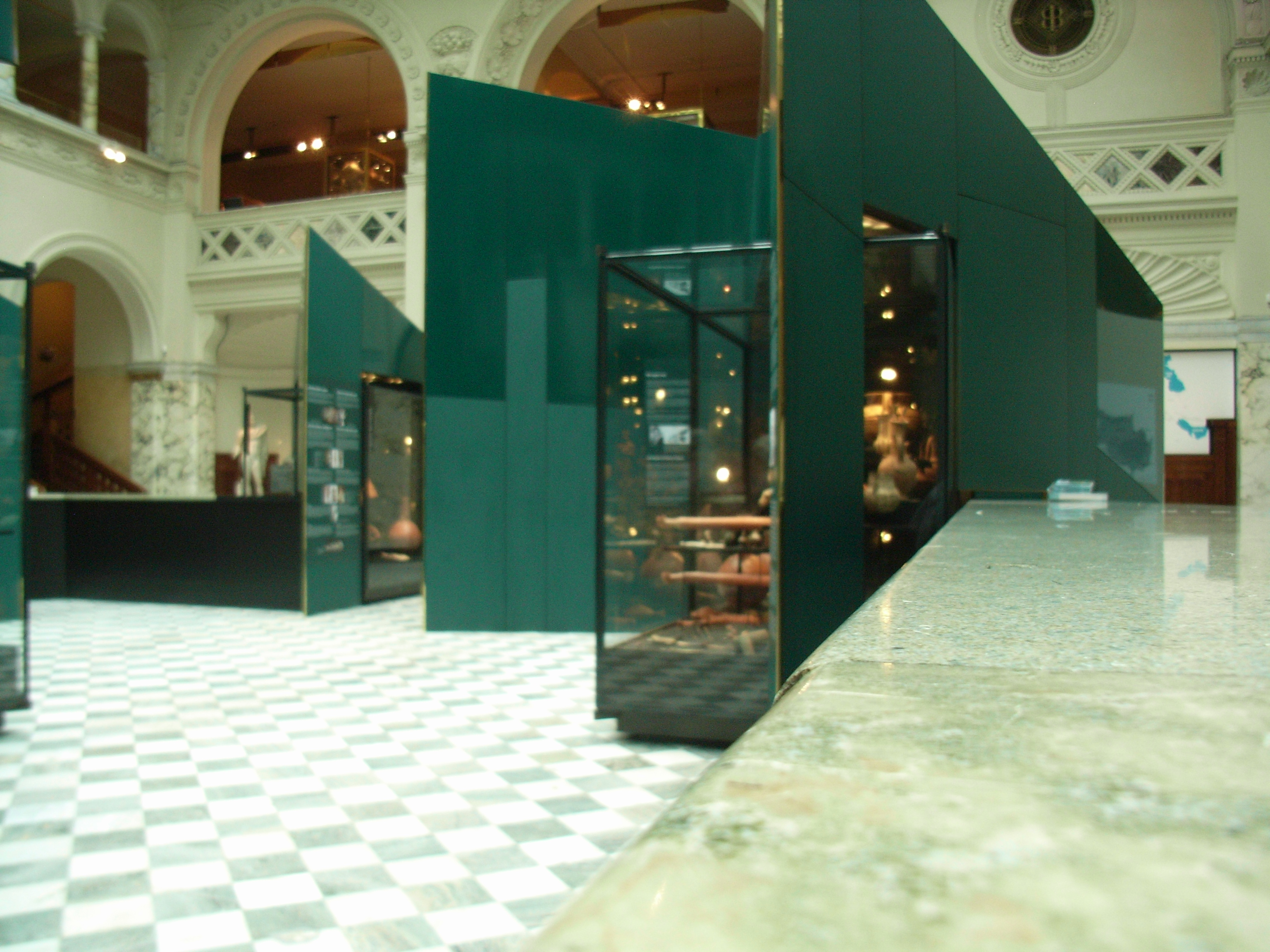
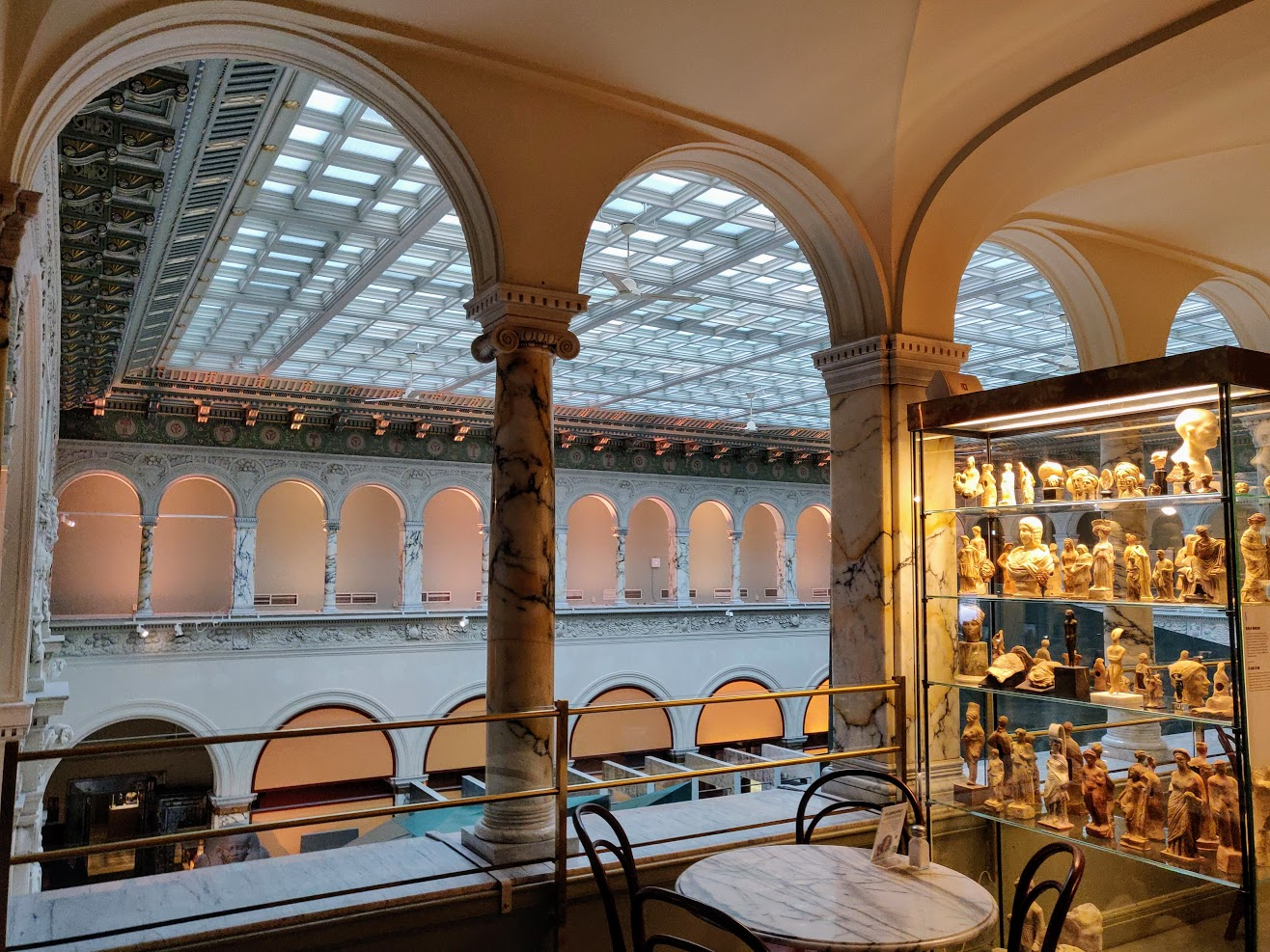